# Rolando Tinio
Rolando S. Tinio (Manilla, 5 maart 1937 - 7 juli 1997) was een Filipijns dichter en toneelschrijver. Ook was hij actief als toneelacteur en -regisseur. Tinio werd in 1997 benoemd tot nationaal kunstenaar van de Filipijnen.

## Biografie
Rolando Tinio werd geboren op 5 maart 1937 in Tondo in de Filipijnse hoofdstad Manilla. Zijn ouders waren Dominador Tinio en Marciana Santos. Tinio behaalde in 1955 een bachelor-diploma aan de University of Santo Tomas en vertrok daarna naar de Verenigde Staten voor een vervolgstudie. Daar behaalde hij in 1958 zijn master-diploma Engels aan de Iowa State University.
Tinio was van 1960 tot 1967 directeur van het Ateneo de Manila Experimental Theater. Van 1966 tot 1971 was hij hoogleraar aan het Ateneo de Manila en van 1964 tot 1965 en van 1973 tot 1974 was hij er tevens afdelingshoofd Engels/Literatuur. In 1975 richtte hij Teatro Pilipino op. Dit toneelgezelschap bracht naast bekende Filipijnse toneelstukken ook internationale toneelklassiekers in het Tagalog en groeide onder zijn leiding uit tot een van de bekendste toneelgezelschappen van de Filipijnen. Tinio regisseerde de toneelstukken en maakte ook de kostuums. Teatro Pilipino bleef bestaan tot Tinio er in 1994 mee stopt nadat Ella Luansing, zijn vrouw en een van de belangrijkste actrices van het gezelschap, om het leven kwam bij een auto-ongeluk.
Naast zijn werk aan de universiteit en voor het theater schreef Tinio ook gedichten in zowel Engels als Tagalog. Ook scheef hij recensies en was hij van 1978 tot 1979 columnist van Metro Manila Magazine. Tevens was hij columnist van de Manila Chronicle, de Daily Globe en Diyaryo Filipino. Tinio bracht vier gedichtenbundels uit: Sitsit sa Kuliglig (1972), Dunung-dunungan (1975), Kristal na uniberso (1989) en A trick of mirrors: Selected poems in English and Tagalog (1993). De taal van zijn gedichten varieerde van Taglish (een mix van Engels en Tagalog) via Tagalog naar Engels.
Voor zijn werk als dichter en toneelmaker ontving Tinio diverse onderscheidingen. Zo kreeg hij in 1967 de Ten Outstanding Young Men (TOYM) Award in de categorie theater en kunst. Ook werd hij vele malen onderscheiden bij de Carlos Palanca Memorial Awards voor zijn gedichten en toneelstukken. Tinio overleed in 1997 op 60-jarige leeftijd aan de gevolgen van een hartaanval. Na zijn dood werd hij postuum tot nationaal kunstenaar van de Filipijnen benoemd. Hij was getrouwd met Ella Luansing en kreeg met haar twee kinderen. Tinio is een neef van Manuel Tinio, de jongste generaal in de Filipijnse revolutie.